# Call of Duty: Black Ops
Call of Duty: Black Ops ist ein von Treyarch entwickelter Ego-Shooter, welcher am 9. November 2010 weltweit von Activision für PC (Windows und macOS), Xbox 360, PlayStation 3 und Wii veröffentlicht wurde. Das Spiel stellt den siebten Teil der Call-of-Duty-Reihe und den dritten von Treyarch entwickelten Teil dar. Auf PC, Xbox 360 und PlayStation 3 ist Black Ops in 3D spielbar.
In den ersten 24 Stunden wurden 5,6 Millionen Exemplare von Call of Duty: Black Ops mit einem Umsatz von 360 Millionen US-Dollar verkauft, womit das Spiel einen bis dahin einmaligen Verkaufsrekord für die gesamte Unterhaltungsbranche aufstellte. Bereits sechs Wochen nach dem Release war Call of Duty: Black Ops eines der erfolgreichsten Videospiele und war mit über einer Milliarde Dollar Umsatz das meistverkaufte Spiel 2010.
Im Dezember 2011 wurde die Teilportierung von Black Ops als Call of Duty: Black Ops: Zombies von dem Entwickler Ideaworks für iOS veröffentlicht. Der Nachfolger Black Ops II wurde am 13. November 2012 veröffentlicht, ebenfalls vom Entwicklerstudio Treyarch.

## Gameplay

### Kampagne
Der Protagonist Alex Mason erwacht in einem düsteren Raum an einen Stuhl gefesselt und wird von Unbekannten verhört. In Flashbacks erinnert er sich an verschiedene Abschnitte seines Lebens. Die Handlung beginnt 1961 in Kuba, kurz vor der Invasion in der Schweinebucht. Zusammen mit seinen Kameraden Frank Woods und Joseph Bowman dringt Mason in die Villa von Fidel Castro ein. Doch anstatt des Regierungschefs töten sie nur einen Doppelgänger, und Mason wird gefangen genommen. Castro übergibt Mason an den russischen General Nikita Dragovich, welcher laut eigener Aussage „Pläne für ihn habe“.
In der nächsten Mission trifft man in dem sowjetischen Arbeitslager Workuta auf Viktor Reznov, welcher bereits in Call of Duty: World at War eine Rolle spielte. Im Zuge eines groß angelegten Aufstandes der Gefangenen gelingt es Mason zu fliehen, während Reznov anscheinend abermals gefangen wird. Im weiteren Verlauf kämpft Mason während des Vietnamkriegs in Huế und soll dort einen russischen Überläufer treffen, welcher sich als Reznov herausstellt. Im Anschluss wird erstmals ein anderer Charakter spielbar: Der CIA-Agent Jason Hudson. In Kowloon versucht er, einen Kontaktmann von Dragovich, Dr. Daniel Clarke, zu verhören. Jedoch wird dieser getötet, bevor er etwas preisgeben kann. In der nächsten Mission kehrt der Spieler mit Reznov zurück in das Jahr 1945. Kurz nach Ende des Zweiten Weltkriegs greift er mit russischen Truppen eine deutsche Stellung am Polarkreis an. Dragovich, hier als Vorgesetzter Reznovs, trifft den Überläufer Friedrich Steiner und begutachtet mit ihm ein nahegelegenes Schiff, auf dem sich eine Geheimwaffe befindet, das hochgiftige Gas Nova 6. Reznov und seine Kameraden werden von Dragovichs Männern überwältigt, da dieser ihn aus dem Weg schaffen will und so gleichzeitig das Nova 6 testen kann. Plötzlich greifen jedoch britische Einheiten an. Reznov sprengt daraufhin das Schiff, um das Nova 6 nicht in die falschen Hände gelangen zu lassen.
Während seines Verhörs wird Mason immer wieder nach dubiosen Zahlen gefragt, die er ständig in seinem Kopf hört. In seinem nächsten Flashback wird er zusammen mit Woods und Bowman in Laos gefangen genommen. Bowman wird getötet, während Woods und Mason fliehen und Reznov befreien. Anschließend versuchen sie Dragovichs Handlanger Kravchenko zu töten. Woods sticht ihm mit einem Messer in den Rücken, daraufhin macht Kravchenko eine Granate scharf und springt mit Woods aus einem Fenster. Die Granate zündet und Woods und Kravchenko sterben scheinbar während dieser Aktion.
Mason und Reznov reisen nun zur Insel der Wiedergeburt, um Steiner ausfindig zu machen. Gleichzeitig ist jedoch auch Hudson mit einem Kommando der CIA dorthin unterwegs. Reznov und Mason kämpfen sich durch die Anlage. Sie finden Steiner und Reznov erschießt ihn. Nun wird die Mission aus der Sicht Hudsons dargestellt. Dieser beobachtet, was wirklich geschieht: Mason tötet Steiner und Reznov ist gar nicht anwesend. Mason wird gefangen genommen und zu dem Ort gebracht, an dem er sich seit dem Anfang des Spiels befindet. Die Stimmen, die ihn dort verhört haben, gehören Hudson und Weaver.
Nun setzt das Spiel in der Gegenwart an. Dragovich hat Schläfer überall in den USA postiert, die sich darauf vorbereiten, das Nova 6 freizusetzen. Da die sowjetische Regierung nicht reagiert, bereiten sich die USA auf den nuklearen Erstschlag vor. Hudson erzählt Mason derweil die Wahrheit: Reznov ist seit Jahren tot. Mason hatte sich ihn während des ganzen Verlaufs nur eingebildet. Mason erhielt in Workuta von Dragovich eine Gehirnwäsche und wurde programmiert den amerikanischen Präsidenten zu töten. Die mysteriösen Zahlen stellen Befehle an seine Programmierung und die anderer Schläferagenten dar. Reznov hat ihn jedoch für seine persönliche Rache umprogrammiert, sodass er Steiner, Kravchenko und Dragovich tötet. Im finalen Teil der Handlung greifen Mason und Hudson nun gemeinsam Dragovichs geheime Basis an, das Handelsschiff Rusalka vor der Küste Kubas. Unter diesem befindet sich auf dem Meeresgrund Dragovichs Sendestation für die Zahlen. Mason gelingt es, das Signal zu unterbrechen und Dragovich zu töten.
Im Abspann ist ein Film zu sehen, in dem John F. Kennedy am 22. November 1963 durch Dallas fährt, am Tag seiner Ermordung. Nun wird das Video rückwärts abgespielt, bis die Kamera am Flughafen in die Menge zeigt, in der plötzlich Mason erscheint. Somit bleibt die Frage offen, ob Mason das Attentat nicht doch ausgeführt hat.

### Synchronsprecher
Für Black Ops konnten wieder namhafte Synchronsprecher gewonnen werden. So ist erneut Gary Oldmans Stimme zu hören, der bereits für Call of Duty: World at War verpflichtet wurde. Außerdem wurden auch der Schauspieler Ed Harris und der Rapper Ice Cube als Sprecher engagiert. Filmstar Sam Worthington lieh dem Protagonisten Alex Mason seine Stimme. Auch Oleg Taktarov, Topher Grace, Dimitri Diatchenko und David Conrad sind als Voice Actor an dem Spiel beteiligt. In der deutschen Fassung des Spiels leiht Synchronsprecher Tobias Kluckert die Stimme des Protagonisten. Kluckert ist bekannt als deutscher Standardsynchronsprecher von Seth Rogen, Gerard Butler und Tyrese Gibson. Der russische Ex-Sergeant Viktor Reznov wird von Udo Schenk gesprochen.

### Multiplayer
Im Gegensatz zum Vorgänger Modern Warfare 2 werden Waffen im Multiplayer-Modus nicht automatisch bei Levelaufstieg freigeschaltet, sondern müssen bei Black Ops mit sogenannten „CoD Points“ gekauft werden. Dieses virtuelle Geld kann man unter anderem beim Erledigen von Aufträgen („Contracts“) erhalten. Zusätzlich ist es möglich die Waffen mit Aufsätzen zu verbessern oder zu verzieren. Beim Verzieren können Tarnmuster, Embleme oder der eigenen Clantag verwendet werden, diese müssen für jede Waffe einzeln bezahlt werden.
Den eigenen Avatar kann man mit Tarnschminke und den vorgegebenen Outfits selbst gestalten. Das Aussehen der Spielfigur ändert sich auch beim Nutzen von anderen Extras: So trägt man beispielsweise beim Extra „Geist“ einen Ghillie-Anzug. In diesem Modus kann man auf insgesamt 14 Karten im Team-Deathmatch oder einer anderen Spielvariante gegeneinander antreten.
Neben den bekannten Spielmodi vom Vorgänger, kann man nun gegen fünf weitere Spieler in Wettkampfspielen („Wager Matches“) antreten. Dabei bezahlen alle eine Startgebühr, die unter den besten drei Spielern prozentual (50 %, 30 % und 20 %) am Ende aufgeteilt wird.
Außerdem gibt es nun 50 und nicht wie beim Vorgänger 70 Level, die man erreichen muss, damit ein neues sogenanntes Prestige gestartet werden kann. Es gibt insgesamt 15 Prestige-Stufen. Wenn der Spieler Level 50 abgeschlossen hat, kann er sich für das Prestige entscheiden und wieder bei Level 1 anfangen, wobei die freigeschaltete Ausrüstung zurückgesetzt wird. Jede Prestigestufe hat ein anderes Emblem und bietet einige kosmetische Extras.

### Überlebenskampf
Der Spielmodus Überlebenskampf beinhaltet Vier-Spieler-Online-, Zwei-Spieler-Splitscreen- und Einzelspieler-Missionen, in denen man immer stärker werdende Zombiewellen abwehren muss. Unter anderem kann man nach Beendigung des Hauptspiels in die Rollen von John F. Kennedy, Richard Nixon, Robert McNamara, und Fidel Castro schlüpfen, welche das Verteidigungsministerium der Vereinigten Staaten gegen Zombiehorden verteidigen. In jeder der Erweiterungen ist weiterhin jeweils eine neue Karte für den Überlebenskampf enthalten. Mit dem dritten DLC wurde 2011 die Karte Shangri-La veröffentlicht. Das vierte DLC "Rezurrection" beinhaltet die überarbeiteten Karten Der Riese, Verrückt, Shi No Numa und Nacht der Untoten aus World at War sowie die neue Map Moon.

## Erweiterungen
Das erste kostenpflichtige Map-Pack mit dem Namen First Strike erschien am 1. Februar 2011 zunächst für die Xbox 360 und am 3. März 2011 für die Playstation 3. Dieses bringt vier neue Karten für den Multiplayer-Modus und eine neue Karte für den Zombie-Modus. Der DLC ist seit dem 25. März 2011 auch für den PC erhältlich.
Die zweite Erweiterung mit dem Namen Escalation erschien am 3. Mai zeitexklusiv für Xbox 360 und enthält wie der Vorgänger vier Karten für den Multiplayer-Modus und eine Karte für den Zombie-Modus. Knapp einen Monat später, am 2. Juni, erschien das Map-Pack auch für PC. Für die PlayStation 3 erschien es am 10. Juni.
Nur eine Woche später wurde das dritte Map-Pack angekündigt. Es trägt den Namen Annihilation und enthält wieder vier Multiplayer- und eine Zombie-Map. Für die Xbox 360 erschien es am 28. Juni. Die PC- und PS3-Versionen sind seit dem 28. Juli verfügbar.
Am 4. August wurde ein viertes Map-Pack mit dem Namen Rezurrection angekündigt. Für die Xbox 360 ab dem 23. August downloadbar, weist dieses Map-Pack eine Besonderheit gegenüber seinen Vorgängern auf. So enthält es keine Multiplayer-Maps, sondern besteht komplett aus Maps für den Überlebenskampf. Während eine neue, die „Saga der Untoten“ abschließende Map namens „Moon“ hinzukommt, sind die anderen vier Maps überarbeitete Versionen der Zombie-Maps aus Call of Duty: World at War. Außerdem enthält das DLC einen Soundtrack mit drei neuen Liedern und einem „Moon-Theme.“ Für den PC und die PS3 erschien das Map-Pack am 22. September.

## Musik
Die Videospielmusik ist größtenteils von Sean Murray komponiert worden und erschien am 16. November 2010 mit 30 Titeln als Download. Zusätzlich werden die Songs Gimme Shelter und Sympathy for the Devil von den The Rolling Stones, Fortunate Son von Creedence Clearwater Revival und Won't Back Down (im Abspann) von Eminem mit Pink verwendet. Der Song Sympathy for the Devil wurde in der deutschen Version des Spiels entfernt. Die Lieder im Zombie-Modus werden von Elena Siegman gesungen.

## Rezeption

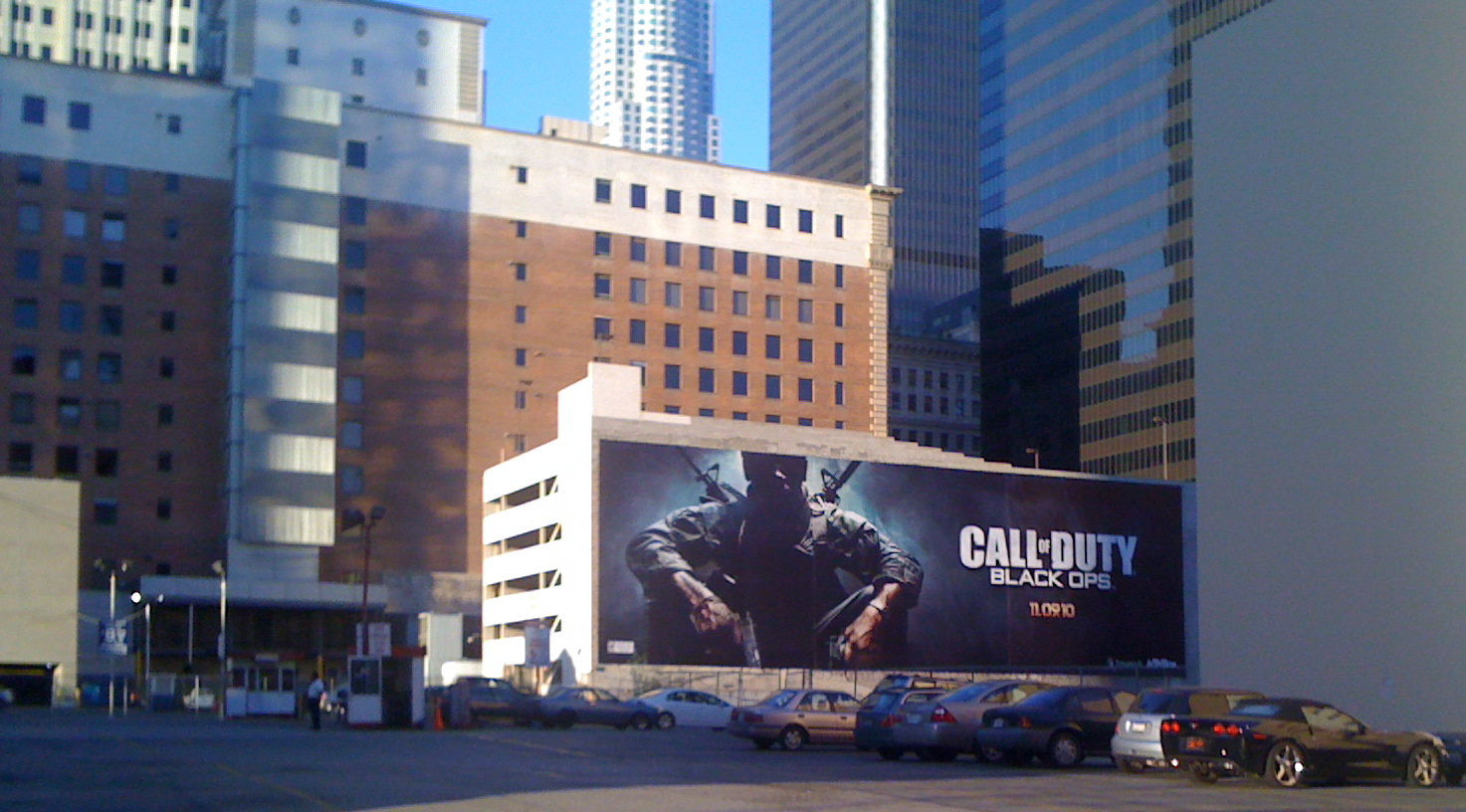
Werbetafel zu Call of Duty: Black Ops in Los Angeles

Black Ops stieß bei den Kritikern überwiegend auf positive Resonanz. So liegt der Metascore für die Xbox-360-Version bei 87 %, die PS3-Fassung bei 88 %, während die PC-Version 81 % erhalten hat. IGN bewertete das Spiel mit 8,5 von 10 Punkten und lobte insbesondere die hollywoodreife Inszenierung. Als Kritikpunkte genannt wurden das simple Spielprinzip und die Notwendigkeit, immer wieder Skriptereignisse auslösen zu müssen, bevor der Gegneransturm abebbt. Looki vergab eine Wertung von 88 Prozent: Obwohl die Einzelspieler-Kampagne dem Test zufolge erneut kurz ausfalle, wird neben ihrer Inszenierung vor allem die skizzierte Dramatik gelobt. Darüber hinaus betont das Magazin den sehr guten Mehrspieler-Modus, der in sämtlichen Varianten überzeuge.
Die Verkaufszahlen des Spiels zum Verkaufsstart waren überdurchschnittlich hoch. So wurde in den ersten 24 Stunden mit 5,6 Millionen verkauften Exemplaren und einem Umsatz von 360 Millionen US-Dollar neben dem Verkaufsrekord für Spiele auch der für die gesamte Entertainment-Branche eingestellt. Zum Vergleich: Der Rekord in der Filmbranche liegt mit James Camerons Avatar bei 232 Millionen US-Dollar. Allein in den USA wurden im Monat November 8,4 Millionen Kopien verkauft, 2,4 Millionen mehr als bei Modern Warfare 2. So war jedes vierte verkaufte Spiel in diesem Monat Black Ops. Black Ops war mit einer Milliarde US-Dollar Umsatz bereits nach knapp sechs Wochen (so schnell wie kein Spiel zuvor) das meistverkaufte Spiel 2010 und nach Entwicklerangaben das meistverkaufte Spiel für die PlayStation 3. Ebenfalls ist es das am häufigsten raubkopierte Spiel des Jahres. Allein über BitTorrent wurden für den PC mehr als 4,27 Millionen Exemplare heruntergeladen. Bis 2013 konnten weltweit 26,2 Millionen Exemplare verkauft werden.
Aufgrund zahlreicher Bugs, mit denen die Kunden auch noch Monate nach dem Verkaufsstart zu kämpfen hatten, sorgte vor allem die PlayStation-3-, aber auch die PC-Version des Shooters, für massive Aufruhr. So sorgten direkt nach der Veröffentlichung vor allem die ausgelasteten Server bei der PC-Version für Schwierigkeiten. Bei PS3-Spielern traten auch über einen längeren Zeitraum immer wieder Probleme mit dem Mehrspielermodus auf, bis bei der Veröffentlichung des ersten Zusatzinhalts gar das ganze PlayStation Network überlastet und nicht mehr zu erreichen war.

## Deutsche Fassungen
Es existieren zwei deutschsprachige Fassungen: Aus der ersten Version wurden sämtliche Kennzeichen verfassungswidriger Organisationen (Hakenkreuze, SS-Runen etc.) entfernt. Auch Dialoge und Texte wurden verändert: Die Wörter „Nazi“, „SS“ oder „Reich“ kommen im Gegensatz zur Originalfassung nicht mehr vor; zusätzlich wurden einige Beschreibungen von Gewalt entfernt. Diese Fassung trägt zwar eine PEGI-Freigabe ab 18 Jahren, jedoch keine Altersfreigabe der USK und wurde mittlerweile durch die BPjM indiziert.
Eine weitere Version des Spiels erhielt von der USK eine Freigabe ab 18 Jahren. In ihr fehlen zusätzlichen zu den oben erwähnten verfassungsfeindlichen Symbolen eine Folterszene, viele Splatter-Effekte und der Song Sympathy for the Devil im Soundtrack. Dialoge und Texte wurden wie in der oben beschriebenen Version verändert. Der sogenannte Überlebenskampf-Modus, der in der deutschen Fassung von Call of Duty: World at War noch gestrichen wurde, ist enthalten; man kann ihn jedoch, da er um etliche Gewalteffekte erleichtert wurde, woraus eine andere Punktvergabe resultiert, nicht mit Spielern, die die Originalfassung besitzen, spielen. Die entfernte Nazi-Symbolik spielt dabei keine Rolle, weil diese aus bereits genannter ersten Version ebenfalls entfernt wurde, diese jedoch auch mit Besitzern ungeschnittener Versionen des Spieles gespielt werden kann.
Die zum Spielen der PC-Versionen des Spiels nötige Aktivierung auf Steam ist für die Originalfassung mit einer deutschen IP-Adresse nicht möglich. Außerdem entschied sich der britische Amazon-Ableger, die ungekürzte Fassung nicht nach Deutschland zu exportieren.